# سیارک ۲۲۰۳۸
سیارک ۲۲۰۳۸ (به انگلیسی: 22038 Margarshain، نامگذاری:1999XJ182) بیست و دو هزار و سی و هشتمین سیارک کشف شده‌است که در ۱۲ دسامبر ۱۹۹۹ کشف شد.
قدر مطلق سیارک برابر ۱۰.۷ است.